# منطقة فورشهايم
مِنْطَقَة فُورشهَايمّ (بالأَلمانِيَّة: Landkreis Forchheim) هي دائِرَة أَلمانِيَّة تَّابعة لمُحافظة فرانكُونيا العُليا في وِلاَية باڤارِيا في جُمهُوريَّة أَلمَانيَا الاِتّحاديّة. تضُمّ مِنطَقَة فُورشهايمّ ثلَاث مُدُن، وثمَانِيةٌ أَسُوَّاق، وثمَانِي عَشر بَلدَة، بمِساحة تُقَدَّر بحَوالَي 643 كم².

## التّقسِيمات الإِدارِيّة
تضُمّ مِنطَقَة فُورشهايمّ ثلَاث مُدُن، وثمَانِيةٌ أَسُوَّاق، وثمَانِي عَشر بَلدَة. وهي كالتَّالي:

### المُدن
| اِسم المدِينة      | ٱلِٱسم بالأَلمانِيَّة    | عَدد السُكَّان | المِساحَة (كم²) |
| ---------------- | ------------------- | ---------- | ------------- |
| مدِينة إبرمانشتات | Stadt Ebermannstadt | 6٬851      | 50            |
| مدِينة فُورشهايمّ   | Stadt Forchheim     | 31٬942     | 44            |
| مدِينة غرافنبرغ   | Stadt Gräfenberg    | 31٬942     | 37            |

### الأَسوَاق
| اِسم السُّوق              | ٱلِٱسم بالأَلمانِيَّة           | عَدد السُكَّان | المِساحَة (كم²) |
| ---------------------- | -------------------------- | ---------- | ------------- |
| سُوق إِيجولسهَايمّ         | Markt Eggolsheim           | 6٬495      | 48            |
| سُوق إِيجلوُفشَتايِن        | Markt Egloffstein          | 2٬033      | 28            |
| سُوق جُوسڤآينشَتايِن       | Markt Gößweinstein         | 4٬022      | 57            |
| سُوق هِيلتبولُتشَتايِن      | Markt Hiltpoltstein        | 1٬527      | 25            |
| سُوق إِيجنسدٌّورف          | Markt Igensdorf            | 5٬120      | 29            |
| سُوق نُوينكِيرشنَّ أم برَاند | Markt Neunkirchen am Brand | 8٬020      | 26            |
| سُوق برِتزفِيلِد           | Markt Pretzfeld            | 2٬442      | 24            |
| سُوق ڤِيسنتآل            | Markt Wiesenttal           | 2٬517      | 45            |

### البلدَات
| اِسم البلدَة          | ٱلِٱسم بالأَلمانِيَّة                   | عَدد السُكَّان | المِساحَة (كم²) |
| ------------------- | ---------------------------------- | ---------- | ------------- |
| بَلْدَة دورميتز        | Gemeinde Dormitz                   | 2٬098      | 5             |
| بَلْدَة إِفلتريش        | Gemeinde Effeltrich                | 2٬550      | 12            |
| بَلْدَة هالرندٌّورف      | Gemeinde Hallerndorf               | 4٬151      | 41            |
| بَلْدَة هَاوزِن          | Gemeinde Hausen (Oberfranken)      | 3٬668      | 13            |
| بَلْدَة هيرولدسبَاخ     | Gemeinde Heroldsbach               | 5٬074      | 15            |
| بَلْدَة هيتزلس         | Gemeinde Hetzles                   | 1٬270      | 12            |
| بَلْدَة كيرشِنبَاخ       | Gemeinde Kirchehrenbach            | 2٬250      | 8             |
| بَلْدَة كلاينسينديلبَاخ | Gemeinde Kleinsendelbach           | 1٬464      | 7             |
| بَلْدَة كُونرايت        | Gemeinde Kunreuth                  | 1٬409      | 9             |
| بَلْدَة لانغنسينديلبَاخ | Gemeinde Langensendelbach          | 3٬069      | 9             |
| بَلْدَة لويتنبَاخ       | (Gemeinde Leutenbach (Oberfranken  | 1٬611      | 19            |
| بَلْدَة أُوبِرتروبَاخ     | Gemeinde Obertrubach               | 2٬200      | 21            |
| بَلْدَة بِيِنزبِيرِغ       | Gemeinde Pinzberg                  | 1٬908      | 13            |
| بَلْدَة بوكسدٌّورف       | Gemeinde Poxdorf (Oberfranken)     | 1٬530      | 5             |
| بَلْدَة أُونترلاينلَايتِر | Gemeinde Unterleinleiter           | 1٬239      | 12            |
| بَلْدَة ڤآيلربَاخ       | (Gemeinde Weilersbach (Oberfranken | 2٬032      | 9             |
| بَلْدَة ڤآيسنوهه       | Gemeinde Weißenohe                 | 1٬139      | 4             |
| بَلْدَة ڤيسينتاو       | Gemeinde Wiesenthau                | 1٬615      | 7             |

## معرض الصور

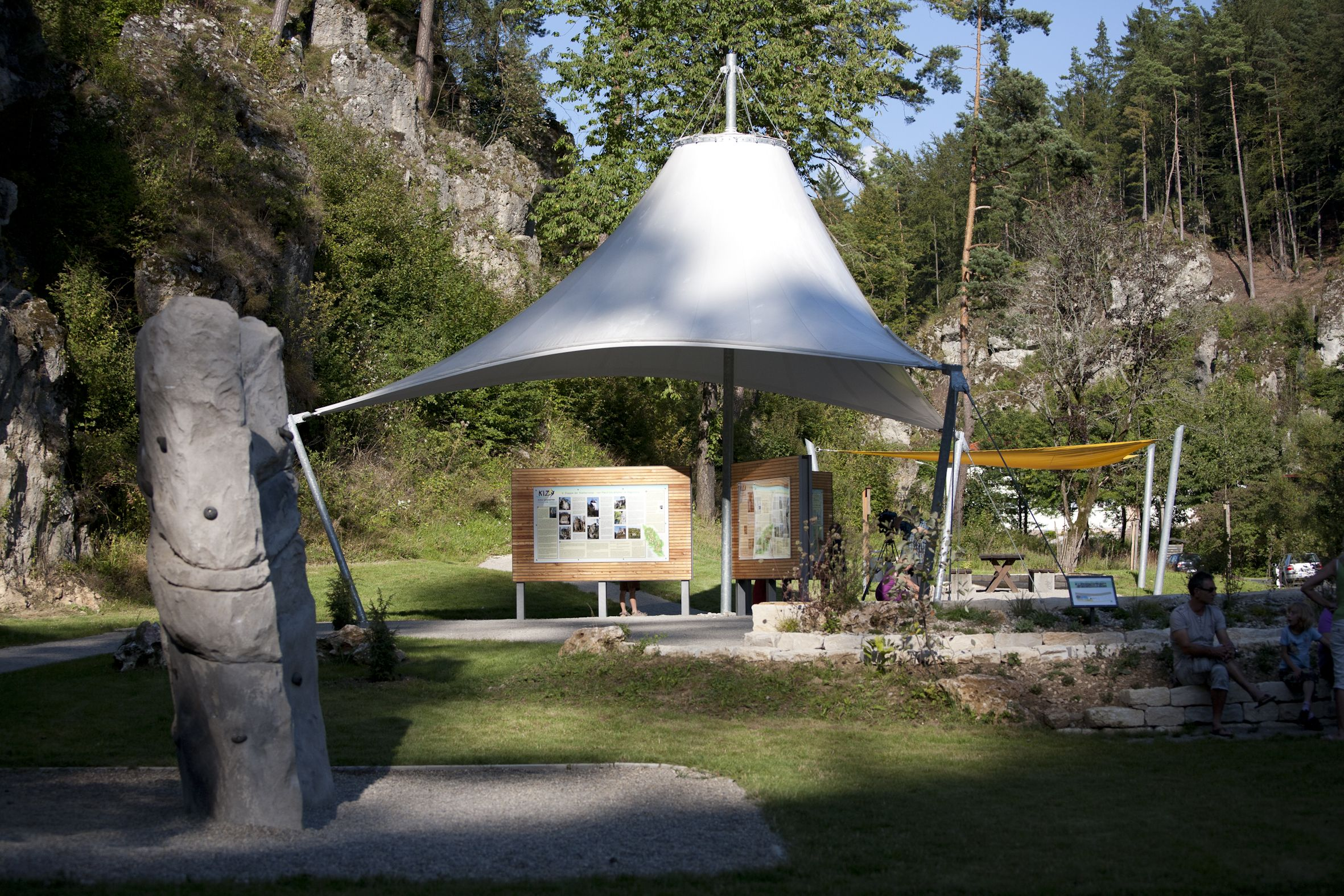
يُعد المُتنزِّه شَرق منطقة فُورشهايم محطَّة رائِعة لِمُحبّي المُغامرة والمُرتفعات وتسلُق الجِبال أَو مُمارسة رِياضة الجري أَو التَّنزه سيَّراً على الأَقدام. الصُّورة لِلوحة إِرشاديّة لمَدخل المُتنزِّه.
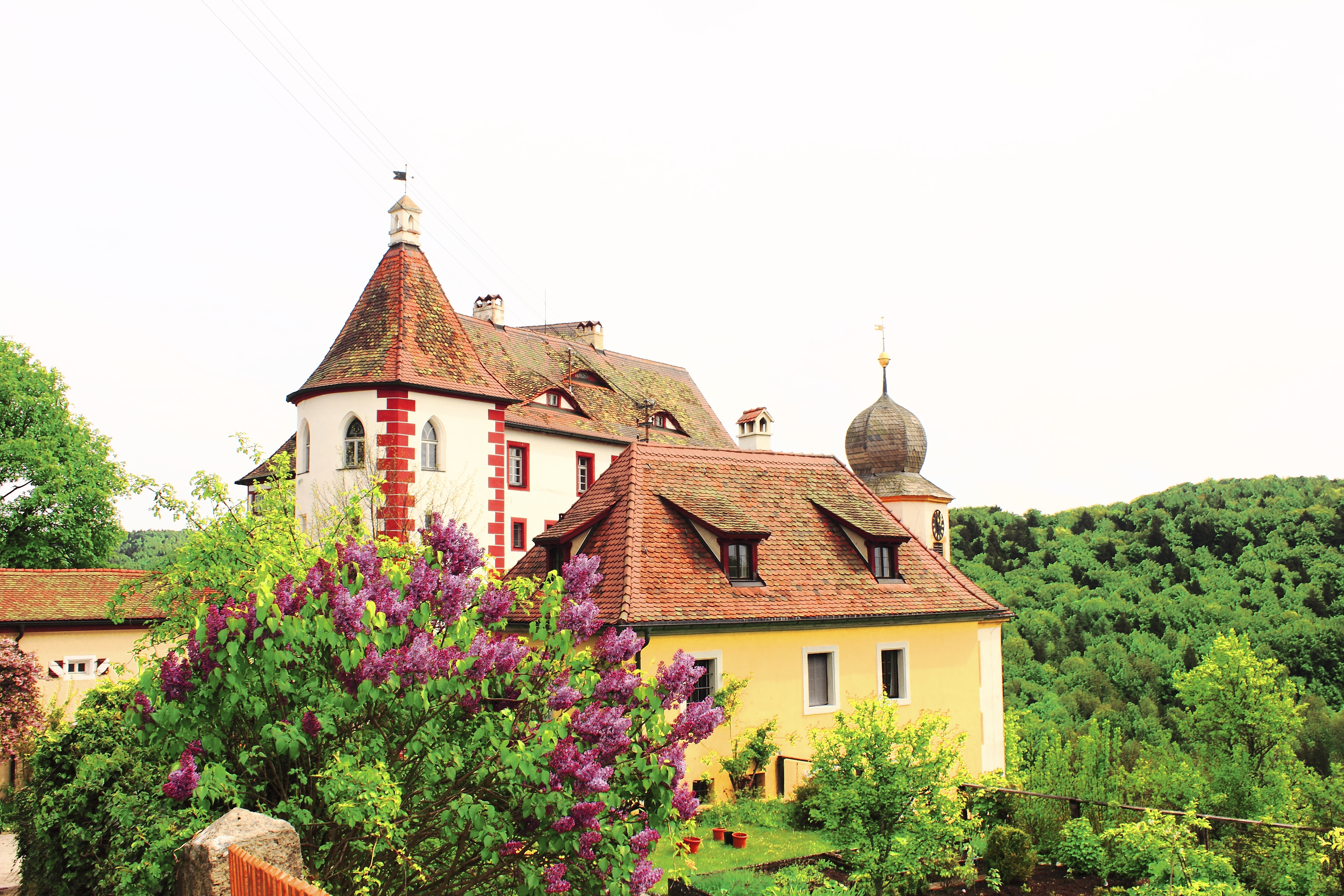
مَعلم تَارِيخي ومزَار سِياحي مِن منطقة فُورشهايم.
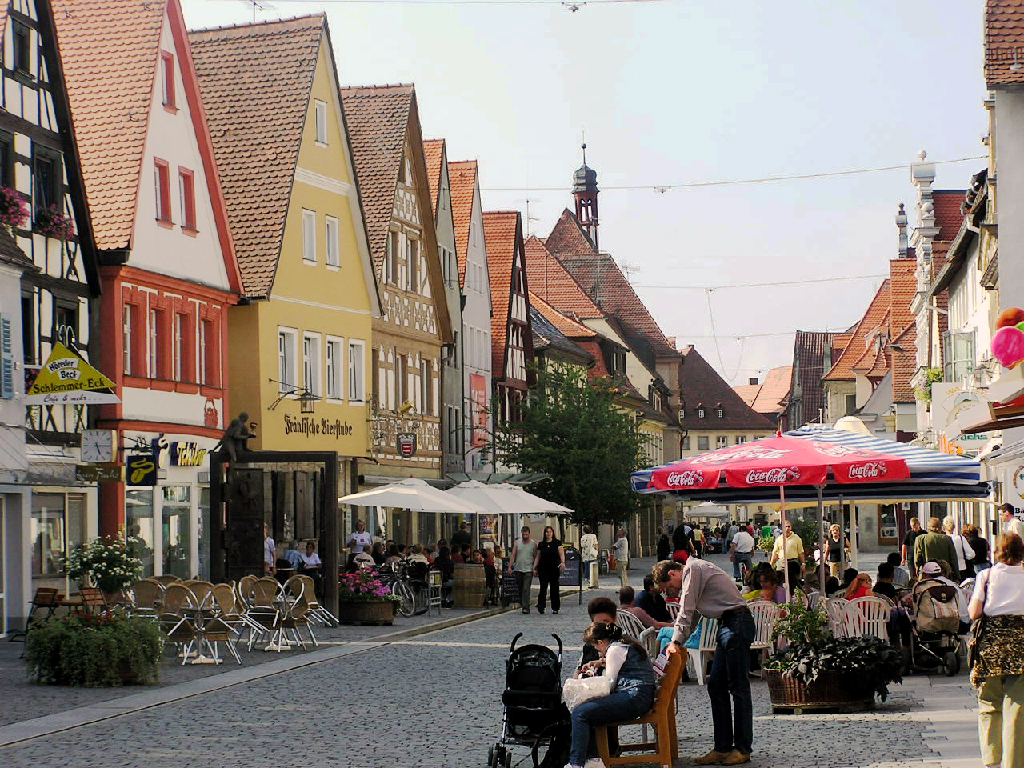
وسط مدِينة فُورشهَايمّ.
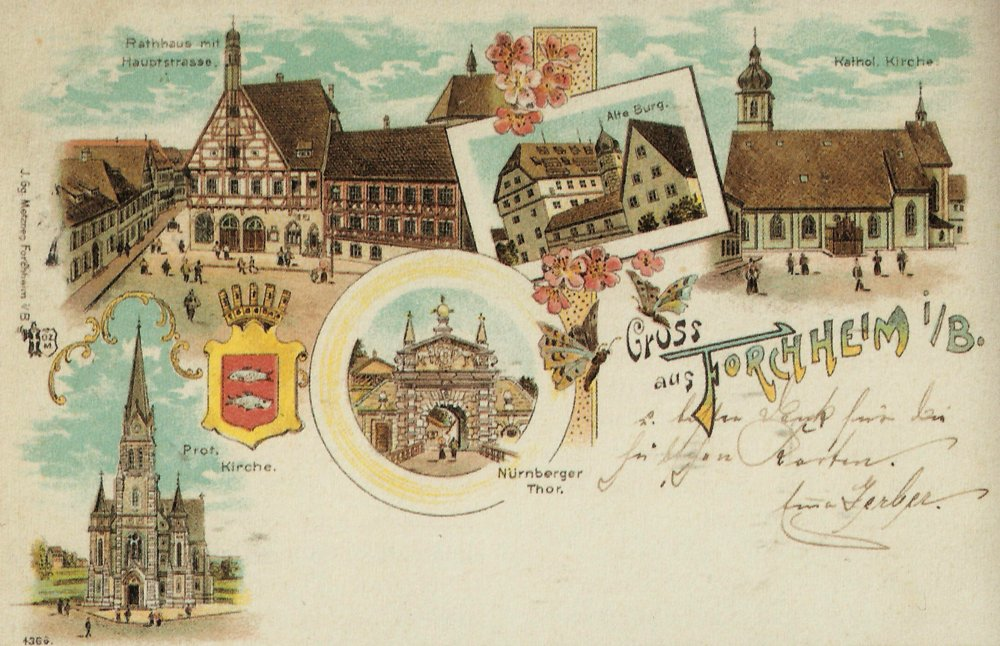
يُعتبر أوائل القرَنِ العشرَينِ عصرِ البِطاقَات البريدِيَّة الذَّهبيِّ. بِطاقة بريدِيَّة مُميِّزة مِن العامِّ 1900م.

## وصلات خارجية
- الصّفحة الرّسميّة لفُورشهَايمّ (بالألمانية)